# Elaphogonus crenulatus
Elaphogonus crenulatus är en mångfotingart som beskrevs av Hoffman 2005. Elaphogonus crenulatus ingår i släktet Elaphogonus och familjen Gomphodesmidae. Inga underarter finns listade i Catalogue of Life.